# Sinfonía de cuna
«Sinfonía de Cuna» es el primer sencillo de la banda chilena Chancho en Piedra, y la tercera canción en el álbum Peor es mascar lauchas.
La letra y nombre de la canción provienen del poema "Sinfonía de Cuna", escrita por el antipoeta Nicanor Parra. Por lo que la canción sería una adaptación musical del poema.
Enlaces Externos:
● Video "Sinfonía de Cuna" en YouTube